# Kuma blacki
Kuma blacki är en plattmaskart som beskrevs av Hooge och Tyler 2008. Kuma blacki ingår i släktet Kuma och familjen Haploposthiidae. Inga underarter finns listade i Catalogue of Life.